# میلدرد مویس
میلدرد مویس (هلندی: Mildred Muis؛ زادهٔ ۲۸ ژوئیهٔ ۱۹۶۸) شناگر اهل هلند بود.
وی در مسابقات کشوری و بین‌المللی در مجموع برندهٔ ۷ مدال نقره، ۴ مدال برنز شده‌است.